# X-Men: The Hidden Years
X-Men: The Hidden Years (X-Men: Anos Incríveis, no Brasil) foi uma revista em quadrinhos lançada entre 1999 e 2001 e que trazia as aventuras não contadas da formação original do popular grupo de super-heróis mutantes da Marvel Comics. Foi escrita pelo polêmico John Byrne com desenhos do próprio Byrne, com ajuda do arte-finalista Tom Palmer.
Cronologicamente essas histórias se encaixavam entre os anos 60 e 70, período em que a revista dos X-Men enfrentava o problema de baixa vendagem. Nessa fase, que compreende especificamente as edições 67 a 93, as aventuras da equipe original foram republicadas continuamente até a entrada, na edição 94, dos Novos X-Men, que haviam feito sua estréia em Giant-Size X-Men #1.
Em X-Men: The Hidden Years John Byrne não só criava histórias desse momento esquecido dos heróis mutantes como também tentava adequar essas histórias a certas situações do passado, como a participação coadjuvante dos X-Men em outras revistas da Marvel, ora com seus uniformes individuais ora com seus uniformes padronizados.
Byrne também introduziu personagens novos e até situou um primeiro encontro dos X-Men originais com Tempestade, sua futura colega de equipe, na África. E embora todas essas aventuras mais cedo ou mais tarde fatalmente iriam terminar, já que se passavam em um tempo relativamente curto na cronologia geral dos personagens, o cancelamento da revista foi considerado prematuro.
Joe Quesada, recém promovido a editor-chefe da Marvel, alegava que essa revista só provocaria confusão com outros títulos da equipe mutante e a cancelou depois do número 22; para desgosto de John Byrne que nunca se conformou com o fim do projeto que afirmava ser um antigo sonho pessoal seu.
Com o tempo outras histórias que se situavam nos primeiros anos dos X-Men originais (Ciclope, Garota Marvel, Anjo, Fera e Homem de Gelo) foram lançados pela Marvel, como a minissérie X-Men: First Class, de 2006.
No Brasil, as edições de 1 a 12 da revista original americana foram publicadas pela Abril na revista Super-Heróis Premium: X-Men.